# Пісня Ланчу
Пісня ланчу (англ. The Song of Lunch) — телевізійна короткометражна екранізація однойменної ностальгічної поеми Крістофера Ріда, що вийшла на екрани у світі 8 жовтня 2010 року.

## Сюжет
Пронизлива психологічна розповідь про те, як після 15 років розлучення двоє колишніх зустрілися за ланчем в італійському ресторанчику кварталу Сохо.
Він (Алан Рікман) — не дуже тверезий старіючий літературний редактор, який колись видав збірку віршів. Вона (Емма Томпсон) — його колишня муза і кохана.
Через увесь фільм ми чуємо внутрішній монолог головного героя. Він ностальгічно згадує минуле, і те, як їм разом добре було колись. Намагаючись приховати за грубістю свою схвильованість, він жадібно ловить кожен рух, кожне слово своєї співрозмовниці, і глядач розуміє, що в його душі і зараз живе почуття глибокого кохання. Але це кохання не є взаємним. І він це розуміє, тому не знаходить нічого кращого, ніж напитись і забутись. А коли він приходить до тями і нібито знаходить вихід з цього становища, виявляється пізно, — вона пішла. І він раптом розуміє, що його майбутнє — це лише спогади минулого.